# 다마오촌
다마오촌 (玉緒村)은 시가현 가모군에 설치되었던 촌이다.

## 역사
- 1889년 4월 1일 - 정촌제 시행에 의해 8촌의 구역을 가지고 성립하였다.
- 1954년 8월 15일 - 가모군 히라타촌, 이치노베촌, 간자키군, 요카이치정, 다케베촌, 미소노촌과 합병해 요카이치시가 성립하여, 동일 다마오촌은 폐지되었다.

## 교통

### 도로
현재는 메이신 고속도로가 통과하지만 당시엔 미개통

## 참고문헌
- 角川日本地名大辞典 25 滋賀県